# Quách Đăng Triều
Quách Đăng Triều (sinh 21/11/1938 tại xã Đại Lãnh, huyện Đại Lộc, tỉnh Quảng Nam), là giáo sư,TSKH, nhà Hóa Học. Ông là Đại biểu Quốc hội nước Cộng hòa Xã hội chủ nghĩa Việt Nam khóa X. Ông thuộc đoàn đại biểu Hà Nội.. Ông là giáo sư, tiến sĩ khoa học ngành Hóa Học của Việt Nam, là Danh nhân khoa họcThế kỷ Anh (2000), là Viện sĩ Viện hàn lâm khoa học New York (1995). Ông từng là Viện trưởng Viện hóa học (Viện Hàn lâm KHVN), Phó Chủ tịch Hội Hóa học Việt Nam.
Quách Đăng Triều là Cử nhân Hóa học năm 1962, Tiến sĩ (ph.Dr) 1966, Tiến sĩ khoa học (Dr Sc) 1975. Ông đã từng giảng dạy tại nhiều trường đại học nổi tiếng trên thế giới như:
- Berlin Humboldt University, 1972,1975,1990,2000.
-WROCLAW Inst of chemistry, 1972, 1975, 2005
- Leningrad university 1971, 1973,1975,2003
- Institute of chem. Tech (Praha) 1980, 1985, 2003,2008
- University of Florida (Orlando), 2002, 2007
- Institute of physical chem (Sofia) 1976, 1980, 1995
- Kyoto Inst of Technology (Japan) 1992, 1993, 2004
- Director of Inst of Chem (1985- 1993)
- Head of Chem. environment Laboratory of Institute of chemistry.(1995 - 2006)
Hiện nay ông Giám đốc Trung tâm Hóa Học & môi trường (The Union of Chemical and Environmental Sience and Technology) thuộc Viện Hóa (Viện Hàn lâm KHVN).